# Білас Василь Дмитрович
Васи́ль Бі́лас (17 вересня 1911, м. Трускавець — 23 грудня 1932, м. Львів) — діяч ОУН, член дрогобицької бойової групи ОУН. Борець за незалежність України у ХХ сторіччі.
29 серпня 1931 в результаті атентату, здійсненого боївкарами ОУН Василем Біласом і Дмитром Данилишиним, був страчений (убитий) у Трускавці польський політик, видавник, публіцист, один із діячів прометеїзму Тадеуш Голувко.
Брав участь у експропріаційних акціях із метою отримання коштів для діяльності ОУН. У листопаді 1932 року разом з іншими бойовиками здійснив напад на пошту в Городку, але був заарештований разом із Дмитром Данилишиним і страчений у грудні того ж року.

## Життєпис

### Дитинство та юність

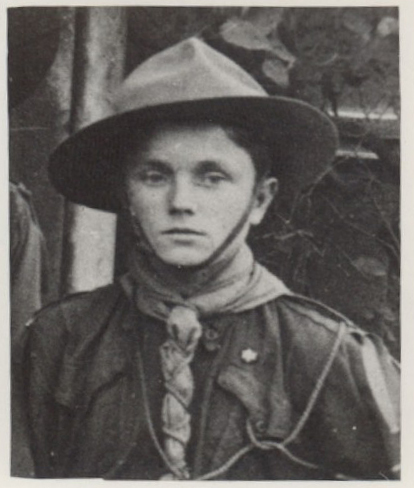
Василь Білас в пластовому однострої

Народився 17 вересня 1911 року в Трускавці (тоді Дрогобицький повіт, Королівство Галичини і Володимирії, Австро-Угорщина, нині Львівська область, Україна).
Після закінчення семирічної школи працював продавцем. Кілька разів його судили за участь у Пласті в Дрогобичі. Належав до пластового куреня ім. Івана Богуна у Дрогобичі (пластовий курінь Івана Богуна у Львові).

### Напад на пошту в Городку (30 листопада 1932)
Василь Білас разом з іншими бойовиками ОУН здійснив експропріацію пошти у місті Ґрудек Ягеллонський (тепер м. Городок Львівської області).

#### План нападу
Згідно з донесенням членів ОУН, котрі діяли в Городку, було визначено час нападу на пошту та розроблено план дій. Група нападу складалася з дванадцяти осіб. Двоє з них були з Дрогобиччини, з так званої трускавецької п'ятірки. Це — Василь Білас та Дмитро Данилишин, які виявилися добрими виконавцями під час нападу на пошту в Трускавці та банк в Бориславі, а також під час вбивства польського державного діяча Тадеуша Голувка, що сталося 29 серпня в Трускавці. Старшим у групі було призначено Мирослава Юрія Березинського — брата дружини Романа Шухевича. Згідно з планом, гроші повинні були взяти Василь Білас та Дмитро Данилишин, а решта учасників — забезпечити успішне виконання акції та відступ.

#### Здійснення нападу

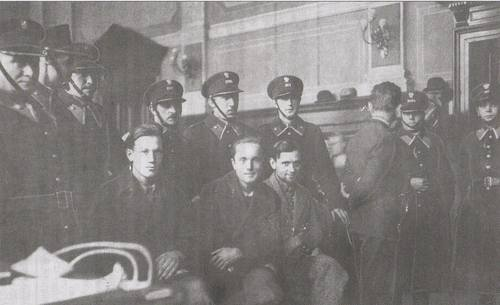
Зліва направо: Василь Білас, Дмитро Данилишин, Маріян Жураківський під час судового процесу 17-22.12.1932 р. у Львові

30 листопада було похмуро і сиро, запалений шувар не розгорівся — отже, план нападу уже на цьому етапі зривався. Несподівано виявилось, що пошта має добре озброєну охорону, і коли бойовики, ввійшовши в середину, наказали піднести в гору руки і не рухатись, на них посипались постріли. У результаті перестрілки було смертельно поранено Юрія Березинського та Володимира Старика.
Як стало відомо під час слідства, група розділилась надвоє. Василь Білас та Дмитро Данилишин пішли в сторону Трускавця разом зі Степаном Куспісем — через Глинну Наварію, щоб там на залізничній станції сісти у поїзд, доїхати до Стрия, а звідти потрапити у Дрогобич та в Трускавець. Перед Наварією Куспісь, розпрощавшись з товаришами, повернув додому, а Білас та Данилишин пішли далі. На цей час про події в Городку вже знали всі постерунки поліції. Десь близько 23.15 в Глинній-Наварії для перевірки документів вийшов комендант станції Котяг із поліцейським. Побачивши двох підозрілих людей, вони підійшли і попросили документи. Данилишин розрядив пістолет: Котяг був убитий на місці, а поліціянт помер у лікарні. Далі втікачі пішли через село Черкаси, а потім по залізничному насипові, де їх зустрів польський залізничник і зауважив, що йти так не можна. Білас та Данилишин пішли полем до села Розвадів, гадаючи перейти тамтешній міст через Дністер і стежками Білецького лісу вийти на шлях до Стрия, а звідти піти на Дрогобич, а там — і на Трускавець. Тим часом польський залізничник доніс поліціянтам, що бачив двох підозрілих людей. У Розвадові Біласа і Данилишина зустріла юрба українських селян, які вбачали в них справжніх злодіїв. Хлопці змушені були, відстрілюючись втікати до села Верин. Вбрід перейшли Дністер, але там їх чекали уже переслідувачі. Білас вистріляв усі патрони, і попросив Данилишина застрілити його і себе. Натовп, побачивши, що грабіжники без набоїв, почав їх бити.
У той час надійшов священик Киндій і намагався заспокоїти натовп, хоч це йому давалося нелегко. За його словами, коли незнайомі йому люди прийшли до тями, вони зблизились і взялись за руки. Потім вищий промовив: «Ми є члени української організації. Ми боремось за Україну. Як ви будете так воювати, то України ніколи не будете мати!». Потім вони поцілувались на прощання. Люди похилили голову і не знали що робити, а тим часом надійшла поліція.

### Суд
Адвокатський захист Василя Біласа та Дмитра Данилишина оплатив Каленик Лисюк.
Коли отець свідчив на суді, після того, як він процитував одного з вояків, він помовчав, опановуючи себе, тоді коли Данилишин вибухнув плачем. Білас, який був племінником Данилишина (рідного брата матері Василя Біласа), обійняв його і поцілував. В останньому слові Данилишин сказав: «Я знаю, що мене жде. Я був і є на все підготований. Тільки шкодую, що не зможу далі працювати для нашої неньки-України!» Василь Білас у наданому йому слові заявив: «Я свідомий своєї вини і кари. Я український націоналіст і революціонер. Але у своєму житті я вчинив один злочин, а саме: під час слідства, бажаючи проволокти свою справу, я кинув підозріння на свого товариша Коссака. Я є свідомий того злочину й тому ще раз на цьому місці стверджую, що товариш Коссак є рішуче невинен і ще раз невинен».
Данилишина, Біласа, Жураківського було засуджено до смертної кари. Потім Жураківського було помилувано: його засудили до 15 років ув'язнення.

### Страта
Страта відбулася 24 грудня 1932 року, на саме католицьке Різдво Христове на подвір'ї в'язниці «Бригідки» у Львові. У момент страти Біласа і Данилишина по всьому краї дзвонили дзвони, які почули хлопці перед стратою. В Городку дзвони не вмовкали три дні, і поліція побоялась втручатись зі своїми заборонами. Василю Біласу було 21, Дмитру Данилишину — 25.

## «Засудженим»
Олена Теліга

Біласові й Данилишинові

Як ми можемо жити, сміятись і дихать?

Як могли ми чекати — не битись, а спать

В ніч, коли у в'язниці спокійно і тихо

Ви збиралися вмерти — у шість двадцять п'ять.

І коли приволікся заплаканий ранок,

Вас покликала смерть у похмурій імлі —

А тепер наші душі і топчуть, і ранять

Ваші кроки останні по зимній землі.

А тепер в кожнім серці пожежу пригаслу

Розпалили ви знову — спаливши життя.

І мов гімн урочистий, мов визвольне гасло,

Є для нас двох імен нерозривне злиття.

Над могилою вашою тиша і спокій,

Та по рідному краю — зловіщі вогні.

І піти по слідах ваших скошених кроків

Рвучко тягнуться сотні окрилених ніг.

## Вшанування
У 1993 році в Трускавці було встановлено пам'ятник Біласу і Данилишину, який виконали з бронзи скульптор Б. Кравець та архітектор М. Криницький.
У червні 2008 року в Трускавці, на місці будинку у якому народився та жив Василь Білас, відкрили пам'ятний знак на його честь.
У Львові на будівлі в'язниці «Бригідки» 23 грудня 2017 року в день 85-ї річниці страти героїв відкрили меморіальну таблицю на честь бойовиків ОУН Василя Біласа і Дмитра Данилишина.
Прізвища Біласа та Данилишина згадано у молитві українського націоналіста.
Іменами Біласа і Данилишина названі вулиці в Калуші, Львові, Трускавці.

## В культурі
У художньому фільмі «Незламні» (2019) Василя Біласа зіграв Дмитро Цебак.

## Світлини

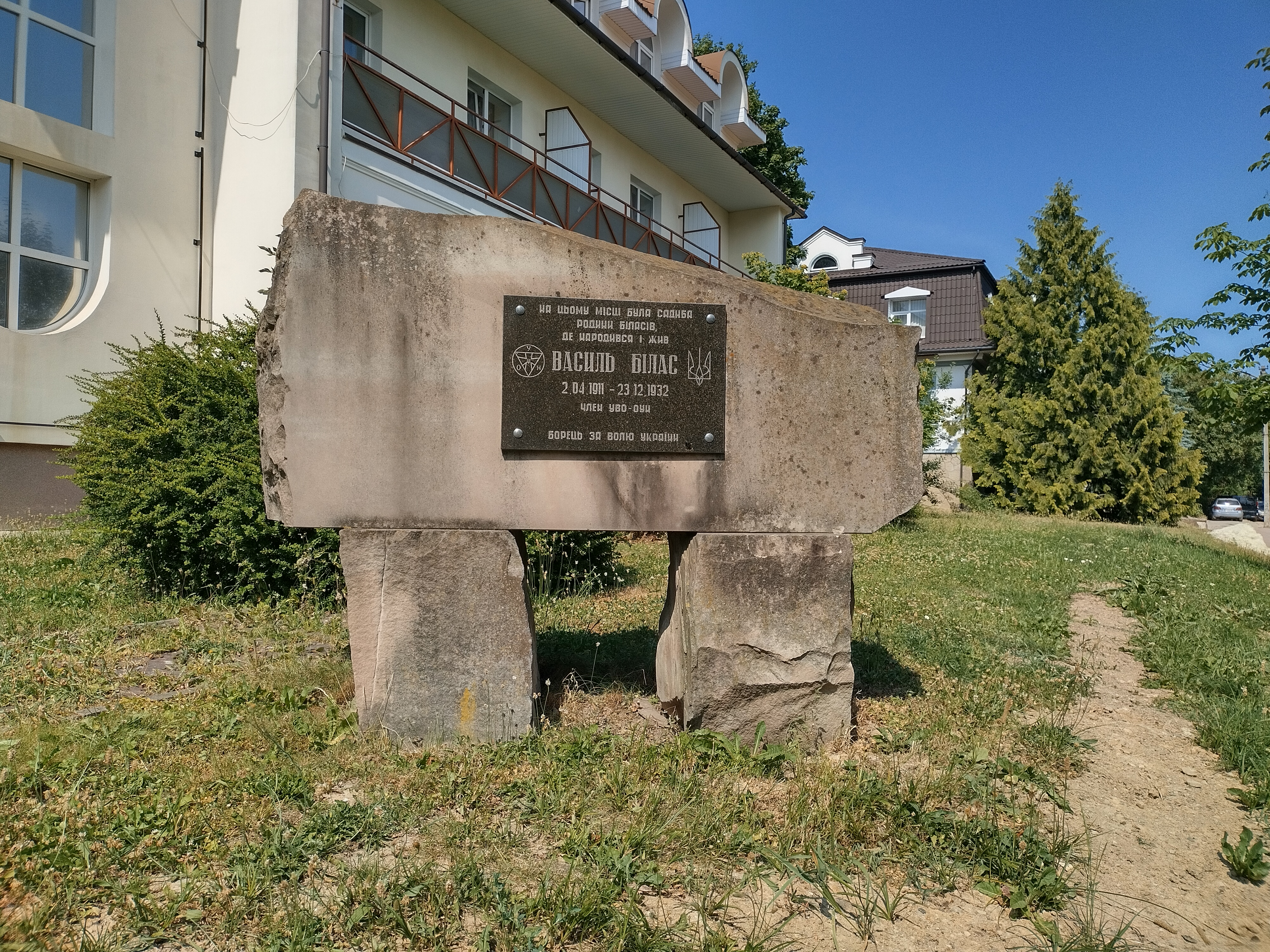
Меморіальна плита на місті садиби в Трускавці, де народився і жив Василь Білас
Пам'ятник загиблим і страченим учасникам нападу на пошту в Городку : Юрію Березинському, Володимиру Старику, Василю Біласу і Дмитру Данилишину
Пам'ятна дошка Біласу і Данилишину на стіні тюрми «Бригідки» - місці їх страти
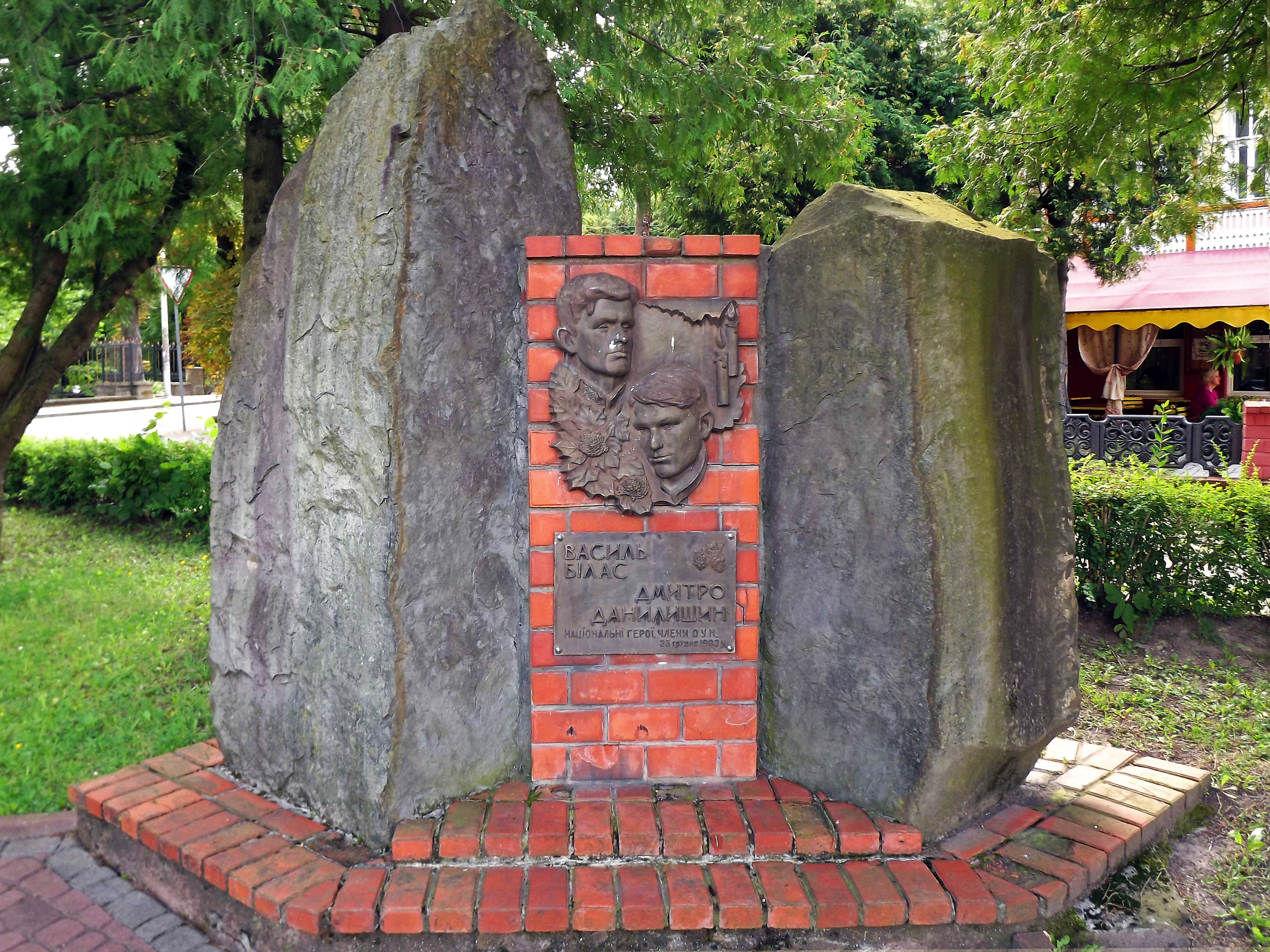
Пам'ятник Біласу і Данилишину в Трускавці
Могили Василя Біласа і Дмитра Данилишина на Янівському цвинтарі 12 грудня 2007 року. На могилах лежать курінні хустки пластового куреня ім. Івана Богуна
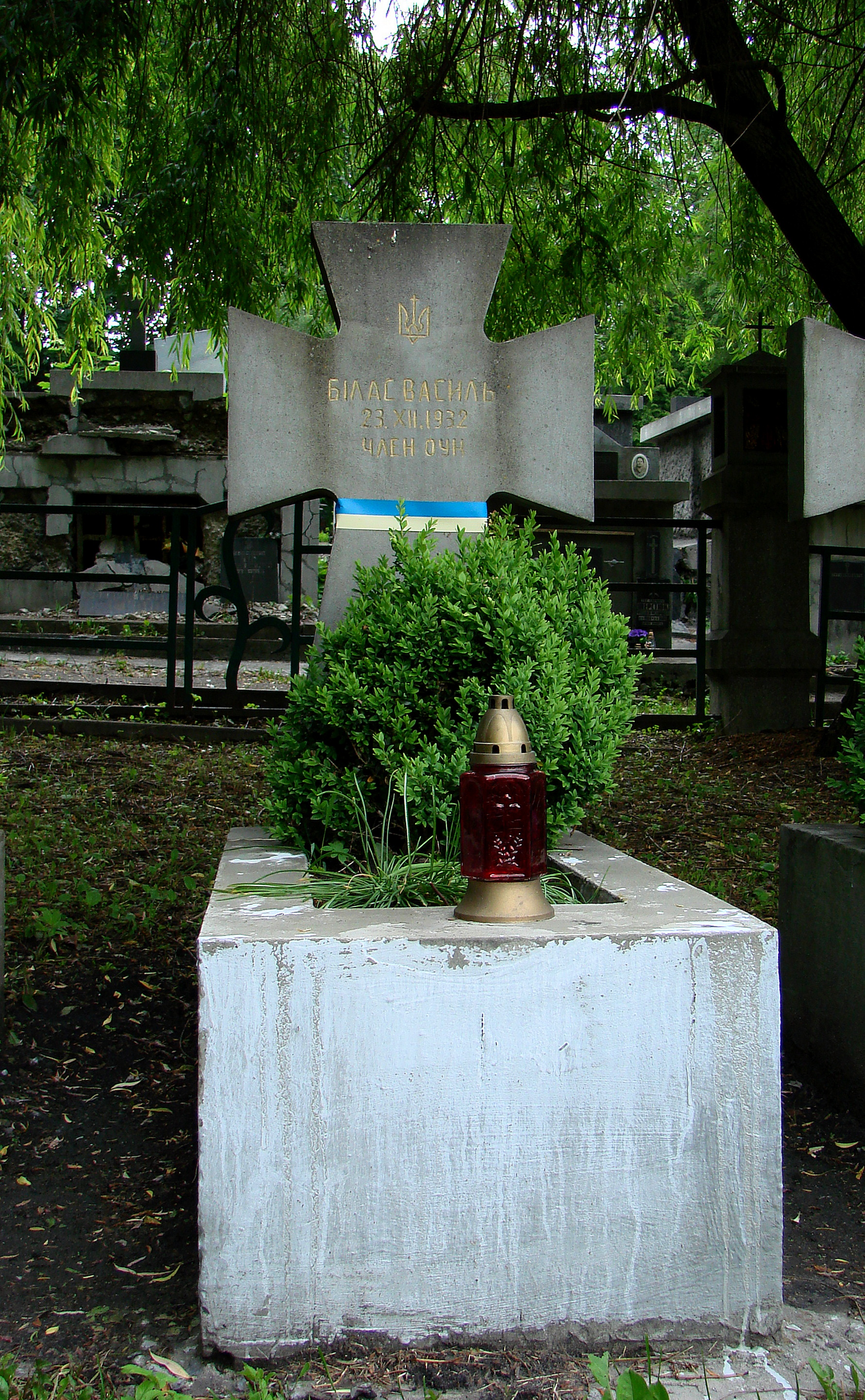
Могила Василя Біласа на Янівському цвинтарі